# Санино (Ленинградская область)
Санино (фин. Teppois-Soikkina) — деревня в Низинском сельском поселении Ломоносовского района Ленинградской области.

## История
В 1845 году по распоряжению императора Николая I на Бабигонских высотах была построена деревня из 11 дворов под названием Санино.

САНИНО — деревня Петергофского дворцового правления, по просёлочной дороге, число дворов — 12, число душ — 32 м. п. (1856 год)

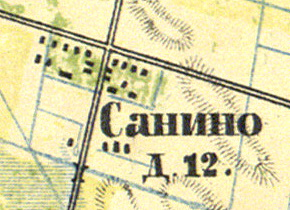
План деревни Санино. 1860 год

Согласно «Топографической карте частей Санкт-Петербургской и Выборгской губерний» в 1860 году деревня Санино насчитывала 12 крестьянских дворов.

САНИНО — деревня удельная при колодце, число дворов — 12, число жителей: 37 м. п., 33 ж. п. (1862 год)

В 1885 году деревня Санино также насчитывала 12 дворов.
В конце XIX века деревня входила в состав Ропшинской волости 1-го стана Петергофского уезда Санкт-Петербургской губернии, в начале XX века — 2-го стана. По приходским данным население деревни было исключительно финским.
К 1913 году количество дворов в деревне Санино не изменилось.
С 1917 по 1921 год деревня входила в состав Санинского сельсовета Бабигонской волости Петергофского уезда.
С 1921 года в составе Мишинского сельсовета.
С 1922 года в составе Олинского сельсовета Стрельнинской волости.
С 1923 года в составе Мишинского сельсовета Троцкого уезда.
Согласно данным переписи населения СССР 1926 года в деревне Санино проживали 98 человек — большинство финны, а также русские и эстонцы.
С 1927 года в составе Урицкого района.
С 1928 года в составе Бабигонского сельсовета Ораниенбаумского района.
По данным 1933 года деревня Санино входила в состав Бабигонского финского национального сельсовета Ораниенбаумского района.

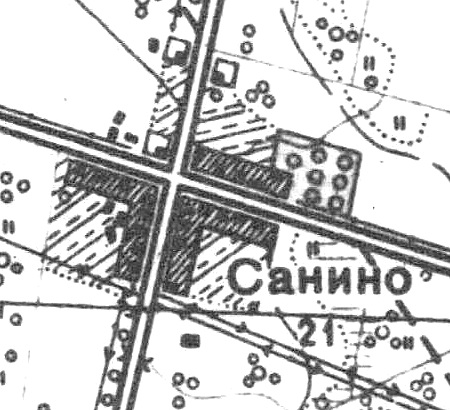
План деревни Санино. 1939 год

Согласно топографической карте 1939 года деревня насчитывала 21 двор.
С 1 августа 1941 года по 31 декабря 1943 года деревня находилась в оккупации.
С 1963 года в составе Гатчинского района.
С 1965 года вновь в составе Ломоносовского района. В 1965 году население деревни Санино составляло 326 человек.
По данным 1966, 1973 и 1990 годов деревня Санино также входила в состав Бабигонского сельсовета.
В 1997 году в деревне Санино Бабигонской волости проживали 145 человек, в 2002 году — 157 человек (русские — 85 %), в 2007 году — 162.

## География
Деревня расположена в северо-восточной части района на автодороге 41К-623 (Марьино — Сашино) в месте примыкания к ней автодороги 41К-247 (Новый Петергоф — Сашино), к северу от административного центра поселения деревни Низино.
Расстояние до административного центра поселения — 3 км. Расстояние до районного центра — 18 км.
Расстояние до ближайшей железнодорожной станции Новый Петергоф — 4 км.
Деревня находится на правом берегу Старопетергофского канала.

## Демография
| 1862 | 2002 | 2007 | 2010 | 2017 |
| ---- | ---- | ---- | ---- | ---- |
| 70   | ↗157 | ↗162 | ↘157 | ↗212 |

## Улицы
Васильковая, Екатерининская, Звёздный переулок, Изумрудная, имени А. И. Штакеншнейдера, имени М. Пилсудского, Малиновая, Морская, Никольский переулок, Родниковый переулок, Цветочная.